# Maison des Bousseaux
La maison des Bousseaux est une maison située à Martigny-le-Comte, dans le département de Saône-et-Loire, en Bourgogne du Sud, France.

## Présentation
Cette maison fait l’objet d’une inscription au titre des monuments historiques par 1er juin 1995.    